# Twilight Sparkle
(Twilight Sparkle a Discord)
Princess Twilight Sparkle è la protagonista della serie animata My Little Pony - L'amicizia è magica, doppiata in italiano da Emanuela Pacotto e da Tara Strong nell'edizione originale.
Pony unicorno originaria di Canterlot, Twilight iniziò a studiare la magia sotto la guida di Princess Celestia in qualità di sua più fidata allieva; i suoi studi sulla «magia dell'amicizia» sono culminati nella sua trasformazione in alicorno (unicorno alato) al termine della terza stagione, unitamente alla sua ascesa al rango di principessa. Ella rappresenta l'elemento della magia, e detiene il titolo di principessa dell'amicizia. A partire dall'ottava stagione e fino alla sua dipartita da Ponyville, è inoltre la fondatrice e preside della Scuola di amicizia di Ponyville. Alla fine della serie, Twilight è incoronata sovrana di Equestria, in successione a Princess Celestia, da cui erediterà anche la direzione della Scuola di magia di Canterlot.

## Il personaggio

### Lo sviluppo del personaggio
Nelle fasi iniziali della progettazione di Twilight Sparkle, Lauren Faust propose una bozza dell'unicorno con dettagli e colori molto simili al pony Twilight della prima generazione di Vola mio mini pony, mentre in seguito modificò i capelli e la coda avvicinandosi di più al pony di terza generazione Twilight Twinkle. La versione finale di Twilight Sparkle, pur presentando caratteristiche comuni a entrambi i pony menzionati, possiede tratti originali che la differenziano da entrambi.
Il suo cutie mark rappresenta una grande stella rosa a sei punte circondata da cinque piccole stelle bianche.

### Carattere
Inizialmente, Twilight Sparkle ha un carattere solitario e dedito allo studio; fiancheggiata soltanto dal proprio assistente e amico Spike, un cucciolo di drago viola, evita deliberatamente il contatto con gli altri pony, arrivando ad affermare che "il destino di Equestria non dipende dai suoi rapporti con gli altri". Dopo il suo arrivo a Ponyville, Twilight inizia ad aprirsi con altri pony, stringendo una forte amicizia con le altre cinque protagoniste della serie e diventando estroversa e amichevole, pur continuando a essere caratterizzata da una grande passione per i libri e un forte senso del dovere; ciò si riflette in un costante impegno nello studio, nella totale fedeltà verso la propria tutrice e maestra Princess Celestia e nell'aiuto che è sempre pronta ad offrire ai suoi amici.
Questa sua indole si traduce anche nell'ottica razionale e metodica con cui affronta le situazioni, spesso strutturando una "tabella di marcia" per organizzare i propri impegni giornalieri; questa sua qualità rappresenta tanto un pregio - ad esempio quando impiegata per coordinare le manovre necessarie alla "Chiusura dell'inverno" - quanto un difetto, poiché Twilight arriva occasionalmente ad agitarsi più del necessario qualora le cose non vadano nel modo aspettato.
Twilight è un tipo decisamente umile, a cui non piace vantarsi: quando Trixie, un unicorno altezzoso che ama sbandierare i propri poteri magici e definirsi "grande e formidabile", si reca a Ponyville per dare spettacolo, Twilight preferisce ritirarsi di fronte a una sfida lanciatale da questa, piuttosto che rischiare di essere malvista dalle proprie amiche per aver messo in mostra le proprie doti. Persino dopo la sua proclamazione a principessa, preferisce mantenere un basso profilo, e chiede alle proprie amiche di evitare di riferirsi a lei con il suo titolo reale.

### Abilità
Benché tutti gli unicorn ponies siano in grado di adoperare la magia, le doti magiche di Twilight sono di gran lunga superiori alla media, avendo ella studiato e praticato la magia fin da piccola sotto la protezione di Princess Celestia: il suo cutie mark testimonia in effetti che la magia è il suo talento innato. Iscritta dai genitori alla Scuola di Princess Celestia per Unicorni Dotati, perde il controllo della propria magia durante l'esame di ammissione, rivelando un enorme potere latente; Celestia decide allora di prendere Twilight come sua allieva e insegnarle a sfruttare appieno il suo "talento davvero speciale".
I suoi poteri comprendono, tra le altre cose, le capacità di far levitare o animare oggetti e animali, teletrasportare se stessa e altri, ammaliare un oggetto per renderlo irresistibile, trasformare oggetti (ad esempio, rocce in vestiti, o una mela in una carrozza) e creature (ad esempio, topi in cavalli), far crescere ali di rugiada che permettono di volare, imitare un incantesimo di altri unicorn ponies, riparare una diga crepata, permettere ai pony di camminare sulle nuvole pur non essendo pegasi, intagliare oggetti e invertire la direzione dell'accelerazione di gravità agente su di sé e su altri. In un'occasione, dimostra di poter usare una forma di magia oscura, che definisce «un trucchetto insegnatole da Celestia».
Spike asserisce in un'occasione che la magia di Twilight è migliorata molto da quando si sono stabiliti a Ponyville.
Twilight non padroneggia alla perfezione tutti gli incantesimi, sicché talvolta questi finiscono fuori controllo o sortiscono effetti indesiderati; ad esempio, un incantesimo lanciato contro uno sciame di voraci paraspiritelli per impedire loro di divorare tutto il cibo in Ponyville fa sì che questi si mettano invece a sbranare tutto ciò che non è cibo. Ad ogni modo, Twilight dimostra grandi doti di apprendimento nei confronti della magia, essendo in grado di lanciare incantesimi nuovi appena dopo averli letti su un libro o una pergamena.

### Eventi chiave
La storia di Twilight Sparkle ha inizio con il suo trasferimento da Canterlot a Ponyville su mandato di Princess Celestia. Dopo aver rinvenuto e riattivato gli Elementi dell'armonia presso il Castello delle due sorelle nella foresta di Everfree, e averli usati assieme a Applejack, Fluttershy, Pinkie Pie, Rainbow Dash e Rarity per purificare lo spirito di Princess Luna e ristabilire così la diarchia di Equestria, Twilight prende residenza permanente nella libreria Quercia Dorata assieme a Spike, e inizierà una vita a stretto contatto con le sue nuove amiche di Ponyville.
Twilight utilizza nuovamente gli Elementi per pietrificare Discord, e in seguito per riportarlo in libertà. Aiuta inoltre Princess Cadance e Shining Armor a cacciare Chrysalis da Canterlot, e assieme a Spike riesce ad avere ragione di re Sombra.
Alla fine della terza stagione, Celestia informa Twilight che i suoi studi sull'amicizia hanno portato frutti, tanto da permetterle di sviluppare un incantesimo che nemmeno il grande incantatore del passato, Star Swirl il Barbuto, era riuscito a completare; in questa occasione, Celestia afferma che Twilight è «pronta» per «compiere il [suo] destino», e tramite un incantesimo la trasforma in un alicorno. Inoltre, le rivela dinanzi alle stupefatte amiche che da quel momento avrebbe assunto lo status di principessa, avendone dimostrato le doti ed essendo «di ispirazione per tutte [loro]». Da questo momento, ella sarà nota come Princess Twilight Sparkle.
All'inizio della quarta stagione, Twilight e le amiche si trovano costrette a separarsi dalle pietre degli Elementi, necessarie per mantenere in vita l'Albero dell'armonia che tiene sotto controllo l'espansione della foresta di Everfree. Successivamente, Celestia, Luna e Cadance cedono temporaneamente la propria magia a Twilight per evitare che Lord Tirek se ne impossessi; durante questo periodo, la magia di Twilight cresce a tal punto da renderle difficile controllarla. Grazie a essa, Twilight riesce a tenere testa a Tirek nella sua forma più possente, ma sarà solo grazie all'aiuto del "potere arcobaleno" dell'Albero dell'armonia che lei e le sue amiche sconfiggeranno il centauro. Come effetto collaterale dell'utilizzo del potere, un castello di cristallo nasce al posto della libreria Quercia Dorata, che era stata distrutta da Tirek, e il castello diventa da quel momento la residenza reale di Princess Twilight.
Dopo aver liberato la cittadina nota come "Our Town" dal controllo della potente unicorn pony Starlight Glimmer, Twilight si ritrova a fronteggiare Starlight in una rincorsa tra svariati universi alternativi. Riesce però infine a convincere Starlight a desistere e a diventare invece sua allieva, prendendola sotto la propria ala di mentore e instaurandola nel proprio castello.
In seguito, grazie alla scoperta da parte di Sunburst di un diario di Star Swirl, Twilight riesce a liberare dal Limbo i sei Pilastri di Equestria, ma così facendo rievoca anche il terribile Pony delle Ombre. Solo l'aiuto combinato dei Pilastri e di Starlight Glimmer le permette di vanificare la minaccia del Pony delle Ombre, facendo nel contempo tornare in sé l'unicorno Stygian, che ne era posseduto.
Nell'ottava stagione Princess Twilight fa costruire e inaugura la Scuola dell'amicizia di Ponyville, con lo scopo di insegnare i principi dell'amicizia ai pony e alle creature extra-equestri. Malgrado le difficoltà create dall'inserimento di creature non-pony nel corpo studentesco e ai conseguenti attriti con l'Associazione per l'Istruzione di Equestria, l'apertura della scuola viene infine ufficializzata sotto gli auspici di Princess Celestia, con Twilight come preside, Starlight Glimmer come consigliera degli studenti e le amiche di Twilight come insegnanti. Poco dopo la sconfitta di Cozy Glow, Celestia e Luna annunciano a Twilight di essere pronte ad abdicare in suo favore, e Twilight inizia a organizzare la cerimonia di incoronazione, nominando inoltre Spike Consigliere reale. La cerimonia verrà però messa a rischio da un piano di Discord, che riporta segretamente in libertà Cozy Glow, Chrysalis, Sombra e Tirek per mettere all'estrema prova le capacità di Twilight. Dopo aver sconfitto Sombra sfruttando il potere magico dell'amicizia, Twilight e le amiche confrontano infine Cozy, Chrysalis e Tirek — tutti e tre potenziati dalla magia della Campana stregata di Grogar — in uno scontro finale. In questa occasione, l'intervento congiunto dei regni dei mutanti, dei draghi, dello Yakyakistan, di Griffonstone e di Seaquestria, oltre alla popolazione di Equestria, culminano nella realizzazione da parte di Twilight che gli Elementi sono sempre stati niente più che un simbolo della magia dell'amicizia, grazie alla quale, catalizzata sia dalle amiche sia dai Pilastri e dai giovani sei, Twilight pone fine allo scontro privando di ogni potere i tre nemici che verranno tramutati in pietra da Celestia, Luna e Discord, su avviso di quest'ultimo.
Dopo questi eventi, Princess Twilight viene infine incoronata regnante suprema di Equestria. Dopo aver ceduto la Scuola dell'amicizia a Starlight Glimmer, Twilight prende residenza al Castello di Canterlot, dove istituisce il Consiglio di amicizia, un organo formato da lei e dalle proprie amiche che si riunisce mensilmente al Castello. Anni dopo, sappiamo che Princess Twilight, ormai fisicamente simile a Celestia, è direttrice della Scuola di magia di Canterlot, presso cui ha un'allieva chiamata Luster Dawn a cui si ritrova a spiegare l'importanza dell'amicizia, non dissimilmente a come Celestia aveva fatto con lei tanti anni prima.

## Equestria Girls
Nello spin-off My Little Pony - Equestria Girls, Princess Twilight Sparkle attraversa un portale per raggiungere un mondo parallelo abitato da esseri umani, e assume ella stessa sembianze umane (perdendo contestualmente le proprie abilità magiche). La sua missione, recuperare la corona che incorpora l'Elemento della magia, la porta a frequentare per qualche giorno la scuola superiore Canterlot High, dove fa la conoscenza di cinque amiche che assomigliano e portano gli stessi nomi delle sue amiche di Ponyville. In questa circostanza, l'amicizia nata tra le ragazze attiva il potere dell'Elemento della magia, che conferisce loro alcuni tratti delle loro controparti pony e permette loro di sconfiggere Sunset Shimmer, che si era impossessata della corona rubandola a Twilight.
Di ritorno a Equestria, Twilight afferma che l'esperienza l'ha aiutata a prendere fiducia nelle proprie doti da leader, e che si sente più disposta ad assumersi le responsabilità legate al suo ruolo di principessa.
Twilight fa ritorno al mondo parallelo qualche tempo dopo per far fronte alla minaccia delle sirene Adagio Dazzle, Aria Blaze e Sonata Dusk, che riesce a sventare grazie all'aiuto delle cinque amiche umane e dell'ormai redenta  Sunset Shimmer.

### Twilight umana
A partire da Equestria Girls - Friendship Games viene introdotta la versione umana di Twilight. Più timida della sua controparte pony, porta i capelli raccolti in un chignon, un fermaglio raffigurante il suo cutie mark, e gli occhiali. Molto studiosa e portata per le scienze, come la sua versione pony, non ha però ancora scoperto la magia dell'amicizia. In Friendship Games frequenta la Crystal Prep Academy, dove non ha amici all'infuori del suo cagnolino Spike e della signorina Cadance. Viene costretta tramite un ricatto a partecipare ai "Giochi dell'amicizia" presso la Canterlot High, dove incontrerà Sunset Shimmer e le sue amiche. Dopo essere stata corrotta dalla magia che ha involontariamente rubato, si trasforma in un demone (chiamato Midnight Sparkle in Legend of Everfree) dalla pelle viola scuro, gli occhi azzurri e viola, le ali nere e un corno e occhiali azzurri lucenti, ma viene salvata e fatta rinsavire dalla forma angelica di Sunset ("Daydream Shimmer"); per questo motivo, Sunset diventerà in seguito la sua prima e più fidata amica. Le due Twilight, pony e umana, si incontrano in una scena prima dei titoli di coda.
In Legend of Everfree Twilight ottiene, come le sue amiche, poteri magici derivati da una pietra magica viola, e più specificamente la telecinesi. All'inizio crede che questi poteri derivino dall'influenza di Midnight Sparkle, ipotesi che la terrorizza al punto da nascondere le sue nuove capacità a tutti i costi, ma alla fine, grazie all'aiuto delle sue amiche, riesce a vincere la sua parte malvagia e a trasformarsi in pony per la prima volta.
Assieme a Rainbow Dash, è l'unica umana di cui sappiamo per certo essere stata in Equestria.